# Thelyphonellus venezolanus
Espèce
Thelyphonellus venezolanus est une espèce d'uropyges de la famille des Thelyphonidae.

## Distribution
Cette espèce est endémique de l'État de Bolívar au Venezuela.

## Étymologie
Son nom d'espèce lui a été donné en référence au lieu de sa découverte, le Venezuela.

## Publication originale
- Haupt, 2009 : Thelyphonellus venezolanus n. sp., a new species of vinegaroons (Arachnida:Uropygi: Thelyphonida). Revista Iberica de Aracnologia, vol. 17, p. 63-65 (texte intégral).